# جويل درايفس
جويل درايفس (بالإنجليزية: Joel Dreyfuss)‏ هو صحفي أمريكي، ولد في 1945 في بورت أو برانس في هايتي.